# Desa Munjul (administrativ by i Indonesien, Jawa Barat, lat -6,46, long 107,78)
Desa Munjul är en administrativ by i Indonesien.   Den ligger i provinsen Jawa Barat, i den västra delen av landet, 110 km öster om huvudstaden Jakarta. Desa Munjul ligger vid sjön Situ Karisman.